# Предел Лапласа
Преде́л Лапла́са — максимальное значение эксцентриситета, при котором решение уравнения Кеплера, выраженное в виде ряда по эксцентриситету, сходится. Названо в честь французского математика Пьера-Симона Лапласа. Приблизительное значение предела Лапласа:
0,662 743 419 349 181 580 974 742 097 109 252 90.

## Пояснение
Уравнение Кеплера {\displaystyle M=E-\varepsilon \sin E} связывает между собой среднюю аномалию M с эксцентрической аномалией E для тела, движущегося по эллипсу с эксцентриситетом ε. Это уравнение не может быть решено для E через элементарные функции, но теорема Лагранжа об обращении рядов даёт решение в виде степенного ряда от ε:
{\displaystyle E=M+\sin(M)\,\varepsilon +{\tfrac {1}{2}}\sin(2M)\,\varepsilon ^{2}+\left({\tfrac {3}{8}}\sin(3M)-{\tfrac {1}{8}}\sin(M)\right)\,\varepsilon ^{3}+\cdots }
Радиус сходимости этого степенного ряда (такое число, что при меньших значениях ряд сходится, а при больших — расходится) при значениях константы M, не являющихся целочисленными кратными π, не зависит от выбора M и называется числом (пределом) Лапласа.
Предел Лапласа является решением уравнения
{\displaystyle {\frac {x\exp({\sqrt {1+x^{2}}})}{1+{\sqrt {1+x^{2}}}}}=1.}